# Cactus amplificato
Un cactus amplificato è una pianta di cactus (preferibilmente una Denmoza o una Geohintonia) usata come strumento musicale.

## Descrizione
Vengono sfruttate le proprietà acustiche di un cactus, applicando microfoni a contatto e amplificandone la proiezione e il tono. Vivien Schweitzer del New York Times riferisce che "Jason Treuting suonava un cactus amplificato, facendo scorrere la mano sulle punte ostili della pianta per produrre un suono seducente come un ruscello gorgogliante".
Il cactus amplificato è un mezzo per cui raramente è stata scritta musica, anche nel genere musicale contemporaneo. John Cage ha composto Child of Tree (1975) e Branches (1976) per quelli che ha descritto come "materiali vegetali amplificati". Cage era un grande sostenitore della musica casuale e riteneva che la natura organica della musica senza strumenti artificiali fosse molto forte e importante. Un altro dei pezzi più famosi per il cactus amplificato è Degrees of Separation "Grandchild of Tree" di Paul Rudy, che ha ricevuto una menzione al Bourges International Competition for Electroacoustic Music nel 2000. Rudy afferma nelle sue note del programma:
Anche un pezzo di Mark Andre, ...zu Staub... presenta tre cactus amplificati accanto a strumenti classici.